# الوجد (تعز)
الوجد هي إحدى قرى الجمهورية اليمنية. تتبع جغرافيا لمحافظة تعز وإداريًا لمديرية المسراخ. يبلغ تعداد سكانها 4783 نسمة حسب الإحصاء الذي أجري عام 2004.